# Cryphia eva
Cryphia eva là một loài bướm đêm trong họ Noctuidae.